# 三上公也
三上 公也（みかみ きみや、1956年〈昭和31年〉12月5日 - ）は、フリーアナウンサー。元ラジオ関西アナウンサー。東京都田無市（現・西東京市）出身。

## 来歴・人物
日本大学芸術学部放送学科卒業。1979年、ラジオ関西入社。
日芸進学を決めたのも、当時ファンだった歌手が在学していたからだったという。
阪神・淡路大震災発生当時は、出勤の準備をしていた自宅で被災。自宅のあるマンションは無事だったため、通常通り出社。3日間69時間、被災地の見たままの現状をリポートし続けた。（参考：ガラスパワーキャンペーン ～明日のためにガラスができること～｜ガラスで節電・温暖化防止＆地震・台風対策｜ガラスにできる地震・台風対策｜私たちへの伝言｜三上 公也さん）
凝り性ということで、趣味は鉄道模型、料理など。鉄道ファンとして、故郷の西武鉄道などに関心があり、実車を撮影しに行くこともある。
洋楽を好むところもあり、自分の番組中で洋楽を多く流していたこともある。
同期には岩崎和夫がいる。岩崎とは同郷ではあるが、岩崎が23区内出身に対して三上は多摩地区出身であることが異なる。
2022年3月末をもってラジオ関西を定年退職。今後はフリーランスとして活動していく。

## 担当番組

### 現在
- 三上公也の朝は恋人

### 過去
- CRミュージックスペース558 ギャルギャルコーベ （谷山浩子、西島三重子と交代で共演）
- 歌謡天国
- ヤング コネクション ポップアイランド
- POP-ON TIME 三上公也の朝は恋人（1986年4月～1995年3月）[1] ラジオ関西の送信所が現在の場所（淡路市=当時は東浦町小磯）に移転した1994年11月23日に、そこから公開生放送を行った（小磯からの生放送の数ヶ月後に阪神・淡路大震災が発生した）。
- ファッションパークヒットプラザ
- ファッションパークミュージックプラザ[1]
- 三上公也CLICK TODAY（2003年4月～2005年3月）
- イブニングらじかん 三上公也です（2005年4月～2006年3月）
- ラジ関モーニング 三上公也です（2006年4月～2008年）
- 三上公也の情報アサイチ!（2008年～2019年3月）